# Colvanalia rumina
Colvanalia rumina är en insektsart som beskrevs av Ronald Gordon Fennah 1969. Colvanalia rumina ingår i släktet Colvanalia och familjen kilstritar. Inga underarter finns listade i Catalogue of Life.